# Kienesa w Moskwie
Kienesa w Moskwie – dom modlitewny moskiewskich karaimów istniejący w latach 1880–1928 przy ulicy Hercena 19 (Gierciena 19). 
Została założona na początku lat osiemdziesiątych XIX wieku staraniem karaimskich duchownych S. Czadukowa i S Bobowicza - wcześniej sobotnie nabożeństwa odbywały się w różnych mieszkaniach należących do moskiewskich karaimów. Kienesa znajdowała się w domu przy ul. Bolszoj Nikickoj 19 (obecnie – Gierciena 19), pod numerem mieszkania 15. 
1 maja 1911 roku moskiewską wspólnotę odwiedził hachan Taurydy i Odessy Samuel Pampułow. W tym samym roku pojawiły się plany zbudowania moskiewskiej kienesy jako osobnego budynku, jednak ze względu na szczupłość środków i wybuch I wojny światowej nigdy nie zostały urzeczywistnione. 
Karaimska bóżnica przy ul. Nikickoj (w międzyczasie zmienionej na Gierciena) istniała jeszcze przez jakiś czas po dojściu bolszewików do władzy, jednak w 1924 roku zarząd budynku wymówił karaimom pomieszczanie (do 1928 roku odbywały się jeszcze sobotnie modły). Od tego czasu modlono się tak jak przed 1880 rokiem – w prywatnych domach wiernych.